# Plantilla flexible

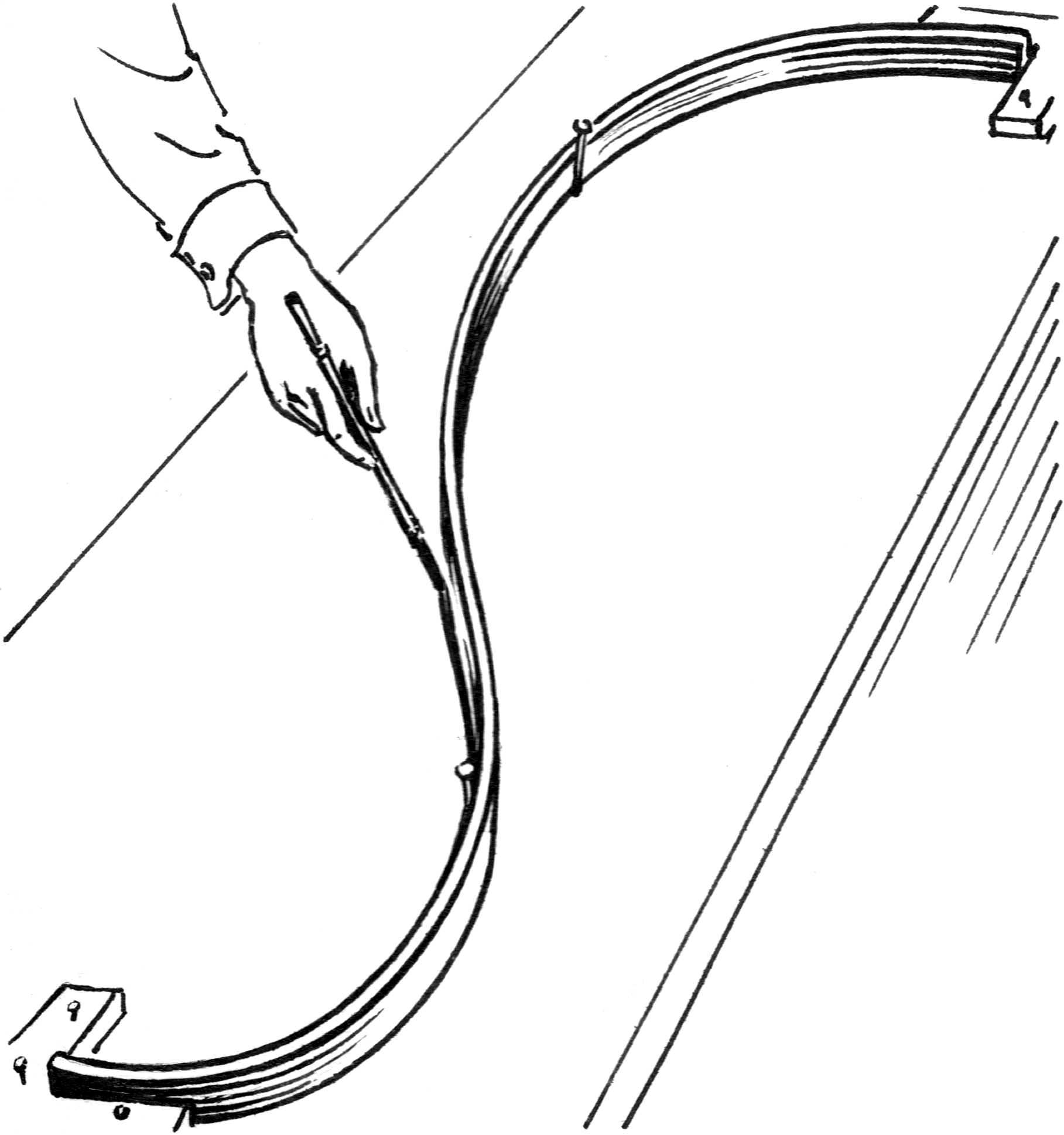
Corba flexible

Una plantilla flexible o flexicorba (també coneguda en català amb la paraula anglesa spline, per la seva relació amb aquest tipus de corbes) és un element llarg i flexible, tradicionalment utilitzat com a utensili de disseny per dibuixar corbes suaus que passen per una sèrie de punts donats (normalment d'un mateix pla).
Es pot recrear un dispositiu estriat de dibuixant original amb pesos i una longitud de plàstic prim o fusta, flexible per doblegar-se prou sense trencar-se. Es marquen creus al paper per designar els nusos o punts de control. La spline es col·loca al paper de dibuix i s'uneixen pesos a l'eix prop de cada nus perquè la spline passi per cadascun. Un cop ajustat a la satisfacció del dibuixant, es pot traçar una línia al llarg de l'eix, creant una plantilla per a una corba suau.

## Etimologia
Una possible encara que no confirmada etimologia anglesa podria connectar el terme spline amb el treball de la fusta a través de la paraula "splinter" (estella). L'ús del vocable està documentat des de 1756.

## Desenvolupament històric

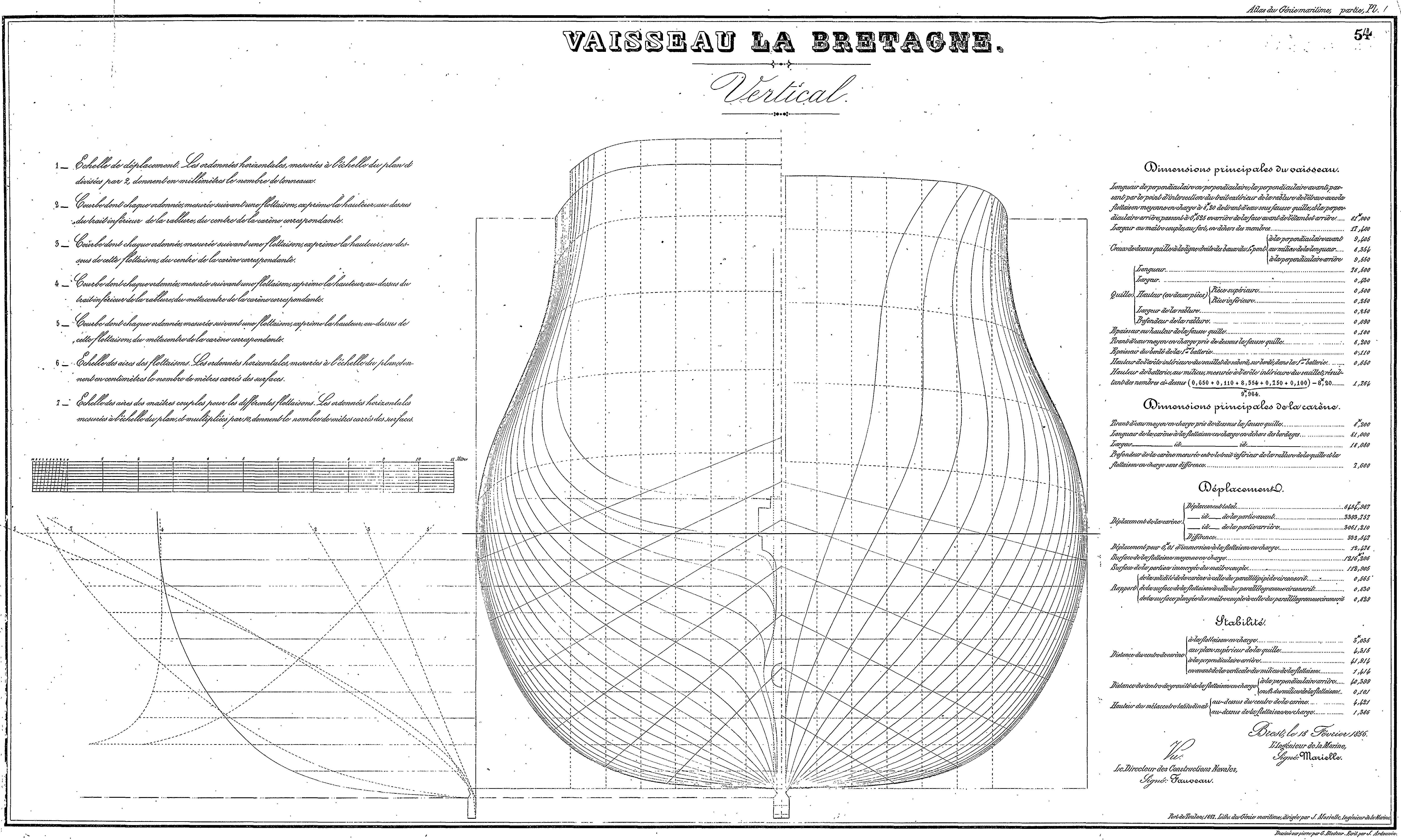
Un plànol del buc del vaixell "La Bretagne" (1855), en el qual es pot apreciar el detallat treball de delineació de nombroses corbes traçades a mà utilitzant plantilles

Abans que s'utilitzessin els ordinadors per crear dissenys d'enginyeria, els dissenyadors feien servir eines de dibuix tècnic per crear dissenys d'enginyeria, valent-se d'instruments manuals per a la retolació dels plànols. Per dibuixar corbes, especialment per a la construcció naval, els dibuixants sovint utilitzaven llistons o tires llargues primes i flexibles de fusta, plàstic o metall que es fixaven als punts de pas prefixats es mantenien al seu lloc amb pesos de plom. L'elasticitat del material spline combinada amb la restricció dels punts de control, o nusos, feia que la cinta prengués la forma minimitzant l'energia necessària per doblegar-la entre els punts fixos, sent aquesta la forma més llisa possible
Amb posterioritat als llistons de fusta es va estendre l'ús de corbes flexibles de goma, acer, i d'altres materials elastòmers.
El 1946 els matemàtics van començar a estudiar la forma d'aquestes corbes per a un propòsit similar, i finalment van crear algorismes eficients per trobar corbes polinomials per trams, també conegudes com corbes spline, o funcions spline, que passen sense problemes pels punts designats. Això ha portat a l'ús generalitzat d'aquestes funcions en el disseny assistit per ordinador, especialment en els dissenys de superfícies de vehicles, substituint la spline del dibuixant. El matemàtic d'origen romanès Isaac Schoenberg (1903-1990) va donar el nom de spline a aquesta funció, a causa de la semblança conceptual de les seves corbes amb l'utensili utilitzat pels delineants.

## Funcionament
L'elasticitat del material de la cinta combinada amb l'ajust dels punts de control o nodes, fa que la cinta prengui la forma que minimitza l'energia necessària per doblegar-se entre els punts fixos, sent aquesta la forma possible de menor curvatura.
És possible fabricar una corba flexible utilitzant un llistó pla de plàstic prim i flexible o un tub de goma. El tub o cinta és llavors col·locat sobre un paper de dibuix, ajustant-ho mitjançant unes peses de plom amb ganxos a una sèrie de creus que marquen els nodes o punts de control.

## Flexicorbes

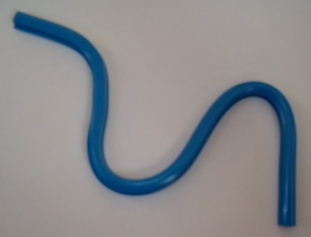
Flexicorba moderna

Un dispositiu relacionat però diferent és la "flexicorba", que es pot modelar a mà i utilitzar-se per dissenyar o copiar una corba complexa. A diferència d'una spline, la corba flexible no té una tensió significativa, de manera que manté una forma determinada, en lloc de minimitzar la seva curvatura entre punt. A l'antiguitat, aquest dispositiu era conegut com una plantilla de Lesbos, recordant l'illa de Lesbos. La forma antiga estava feta de plom, i la forma moderna consisteix en un nucli de plom tancat en vinil o cautxú.
Les flexicorbes més modernes es diferencien de les corbes elàstiques tradicionals en què són plàstiques, és a dir, conserven les deformacions que se'ls apliquen (són una actualització d'un altre utensili tradicional, la plantilla de Lesbos). Això permet ajustar la flexicorba al patró de punts (que poden estar simplement dibuixats), amb l'avantatge que a continuació es pot traslladar la figura al model, cosa que amb una corba elàstica tradicional no és possible (atès que només conserva la forma buscada mentre és obligada a passar pels punts de control).

## Altres usos
Aquest procediment permet la fabricació d'instruments musicals, s'ha utilitzat per dissenyar formes per a pianos, violins i altres instruments de fusta. Els germans Wright en van utilitzar un per donar forma a les ales dels seus avions.